# The Catherine Tate Show
The Catherine Tate Show es una serie de televisión británica de comedia, estrenada el 16 de febrero de 2004, y escrita por Catherine Tate y Aschlin Ditta. Tate también cuenta con una amplia gama de personajes, y se emite en BBC Two y se muestra en todo el mundo a través de la BBC. Colectivamente, la serie ha sido nominada a seis premios BAFTA, dos premios British Comedy y un Premio Emmy, y ha ganado dos Royal Television Society Awards, dos British Comedy Awards y un Premio National Television Awards, desde su debut en 2004.

## Historia
La primera temporada del programa, que consistía en seis episodios, salió al aire a partir del 16 de febrero hasta el 22 de marzo de 2004. El DVD de esta serie fue lanzado en agosto de 2005. La segunda temporada de la serie salió al aire a partir del 21 de julio hasta el 25 de agosto de 2005, y un episodio especial de Navidad de 40 minutos que fue transmitido el 20 de diciembre de 2005. Para esta serie se introdujo una nueva melodía. Un DVD de la serie dos fue lanzado en octubre de 2006.
La tercera temporada salió al aire a partir del 14 de octubre hasta el 25 de noviembre de 2006. Ha habido especulaciones de que esta sería la última serie, sin embargo, Tate explicó en una entrevista esta mañana que nunca había dicho esto y me gustaría al menos hacer ofertas en el futuro. Tate has announced that there will be no more series after the special;
Tate grabó un especial de Navidad que se emitió el 25 de diciembre de 2007, con cifras de audiencia de 6,4 millones de dólares. Tate ha anunciado que no habrá más series después de la especial, Sin embargo, un especial de Navidad se mostró el 25 de diciembre de 2009.

## Personajes principales
- Joannie "Nan" Taylor es una abuela malhablada que tiende a insultar y criticar a otras personas, especialmente cuando no están presentes, incluyendo a su propio nieto. Suele ser agradable y bondadosa con la gente a simple vista, pero, en el instante en que se van, deja caer su fachada.
- Lauren Cooper es una adolescente argumentativa y perezosa, que tiende a meterse en problemas en su escuela y desobedece y enfrenta a sus maestros.
- Kate y Ellen son dos empleadas de oficina que se sientan una al lado de la otra. Mientras que Ellen (Ella Kenion) es callada y solo quiere seguir adelante con su trabajo, es frecuentemente interrumpida por Kate (Tate), quien le pide que adivine las respuestas a sus preguntas.
- Bernie es una enfermera vulgar que no teme decir las cosas como son, y tiene a ventilar sus problemas personales o sentimientos con todos y cada uno (en particular los médicos varones) de los miembros del hospital.